# Your Choice Live Series Vol. 12
Your Choice Live Series Vol. 12 es un álbum en directo de la banda estadounidense de grunge Melvins, lanzado en 1991 a través de Your Choice Records y grabado en directo el 23 de enero de 1991 en el Oberhaus de Alzey, Alemania. Ese día también tocaron la canción "It's Shoved" que no se incluyó en este disco y aparece en el álbum recopilatorio It's Your Choice.
"Tanked" es una primera versión en directo de la canción "Wispy" del EP Eggnog.

## Lista de canciones
- Todas las canciones compuestas por Buzz Osborne.

| N.º | Título                     | Duración |  |
| 1.  | «Heater Moves and Eyes»    | 2:33     |  |
| 2.  | «At a Crawl»               | 3:05     |  |
| 3.  | «Anaconda»                 | 2:53     |  |
| 4.  | «Eye Flys»                 | 7:10     |  |
| 5.  | «Kool Legged»              | 4:37     |  |
| 6.  | «Tanked»                   | 0:44     |  |
| 7.  | «Let God Be Your Gardener» | 1:59     |  |
| 8.  | «Revulsion»                | 7:13     |  |

## Personal
Melvins
- - Daledoe - batería, voz
  - King Buzzo - voz, guitarra
  - Lorax - bajo

Producción
- Tobby Holzinger - productor